# گراند آیگوئیل

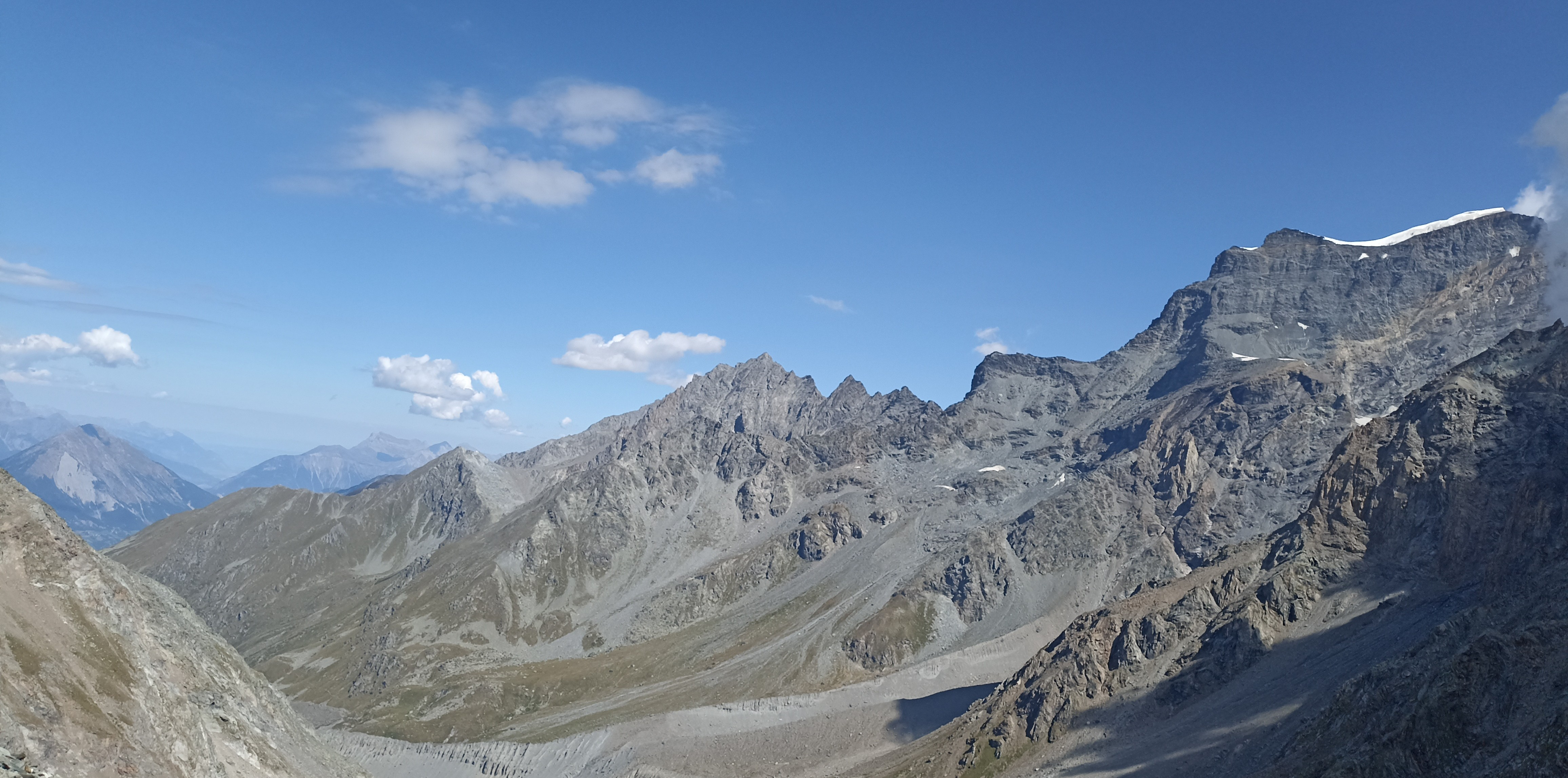
گراید آیگوئیل

گراند آیگوئیل (به لاتین: Grande Aiguille) یک کوه در سوئیس است که در کانتون وله واقع شده‌است. گراند آیگوئیل ۳٬۶۸۲ متر بالاتر از سطح دریا واقع شده‌است.